# 친애하는 지도자동지께
"친애하는 지도자동지께"는 2015년에 개봉한 대한민국의 영화이다.

## 캐스팅
- 김영건 : 북성 역
- 서현석 : 우석 역
- 신원호 : 영림 역
- 이주민 : 희수 역
- 조하석 : 간첩 역
- 김영훈 : 북남 역
- 김혜수 : 여원 역
- 송형연 : 우형 역
- 이태림 : 북성 부 역
- 하연숙 : 영림 모 역
- 김미나 : 희수 모 역
- 이상우 : 목사 역
- 김동웅 : 양아치 1 역
- 고영은 : 양아치 2 역
- 유준호 : 양아치 3 역
- 솔라노 : 스티브 역
- 조용완 : 남한군인 역
- 차승민 : 남한군인아내 역
- 유현호 : 기주 역
- 마준혁 : 화장실남 역
- 황정욱 : 그네소년 역
- 황석하 : 라디오DJ 역